# Greta Magnusson

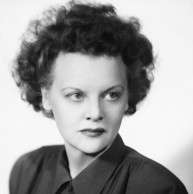
Greta Magnusson Grossman (ca 1950)

Greta Grossman geboortenaam Greta Magnusson (Helsingborg, 21 juli 1906 - 1999) was een Zweeds architect en meubelontwerper. Ze was een invloedrijk figuur in de experimentele architectuurwereld.

## Biografie[2]
Greta Magnusson komt uit een familie van meubelmakers en ging in de leer bij meubelfabrikant Kärnans in Helsingborg nadat haar studies. In 1928 ging Magnusson Meubelontwerp studeren aan de Konstfack in Stockholm. Lazter studeerde ze nog architectuur in Stockholm.
Nadat ze even werkte bij Westerberg's, richtte ze haar eigen bedrijf Studio op dat gelegen was op Stureplan. In 1940 verliet ze Zweden en ging in Los Angeles wonen. 
Ze trouwde in 1933 met de Britse jazzmuzikant Billy Grossman en bleef kinderloos.

## Werk (selectie)
- Gräshoppa (1947), Staande lamp
- Eget hus (1948), villa in Beverly Hills
- Cobra (1948), lamp
- 62-Series (1952), kast
- Villa Sundin (1959) huis in Hudiksvall

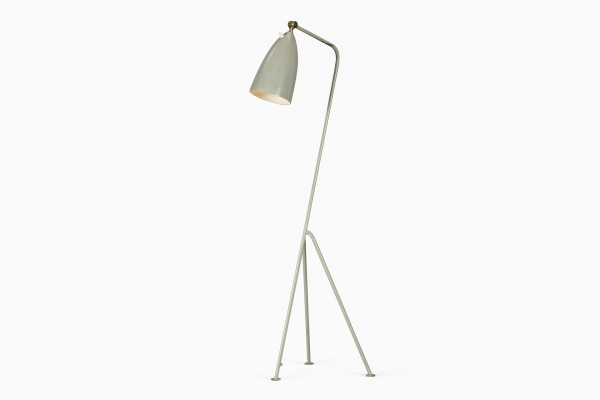
Gräshoppa (1947)
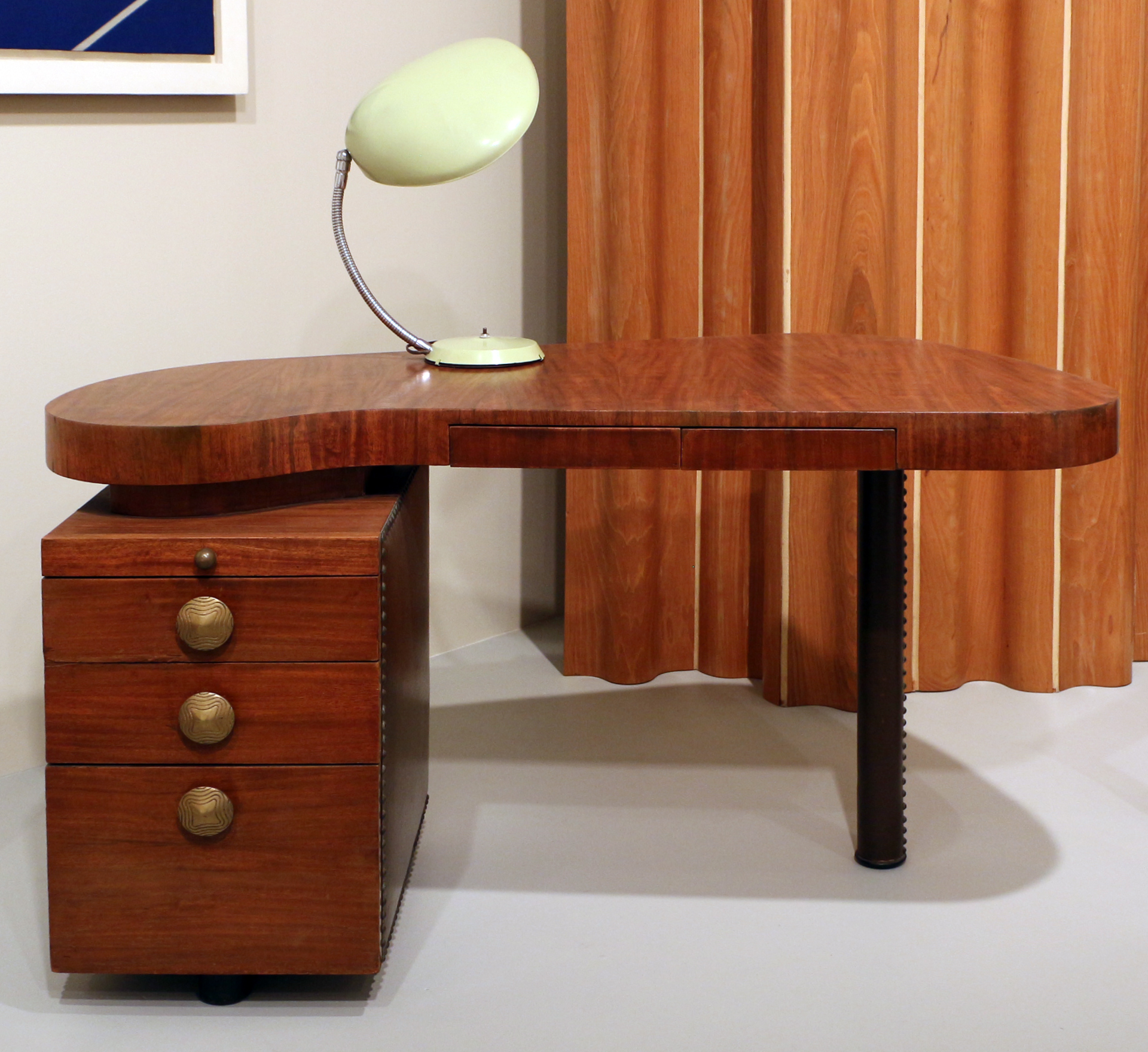
Cobra bureaulamp (1948)

## Erkentelijkheden (selectie)
- 1933 - 2de prijs (Stockholm Craft Association)
- 1933 - Furniture Design Award van de Swedish Society of Industrial Design en werd ze de eerste vrouw die de prijs won.
- 1948 - Eget hus Haar eerste villa  gepubliceerd in het tijdschrift Arts & Architecture
- 1950 - Good Design Award  voor Cobra.[3]